# Grupo Tortura Nunca Mais
O Movimento Tortura Nunca Mais é um grupo brasileiro de apoio aos direitos humanos que surgiu como instrumento de luta dos familiares dos mortos, desaparecidos e torturados políticos durante o período do regime militar implantado no Brasil em 1964.

## Histórico
Idealizado e instituído inicialmente por Cecília Coimbra, O Grupo Tortura Nunca Mais/RJ surgiu extra-oficialmente em abril de 1985 no Rio de Janeiro e foi lançado oficialmente  no  final  de  outubro  e  início de novembro de 1985. O Grupo Tortura Nunca Mais hoje consiste em diversos grupos regionais, desenvolvidos por meio de associações ligadas entre si com o objetivo organizar a sociedade com vista à ordem do Estado, criando dessa forma uma "verdadeira oposição, também chamada de esquerda políticas nacionais". Além do grupo do Rio de Janeiro, existem grupos Tortura Nunca Mais em Minas Gerais, Pernambuco, São Paulo, Bahia, Paraná, Alagoas e Goiás.

### Medalha Chico Mendes de Resistência
Em 1988, o grupo criou a Medalha Chico Mendes de Resistência para homenagear pessoas e grupos que lutam pelos Direitos Humanos e por uma sociedade mais justa. A homenagem ocorre anualmente e conta com o apoio da Associação Brasileira de Imprensa (ABI), a Comissão de Direitos Humanos da Ordem de Advogados do Brasil, o MST, o Centro pela Justiça e Direito Internacional (CEJIL) e o Comitê Chico Mendes, entre outras entidades.

## Prêmios
Prêmio Vladimir Herzog
Prêmios Especial Vladimir Herzog
| Ano  | Obra                     | Resultado |
| ---- | ------------------------ | --------- |
| 2005 | Grupo Tortura Nunca Mais | Venceu    |